# Roar Johansen (allenatore)
Roar Johansen (Moss, 19 novembre 1968) è un dirigente sportivo e allenatore di calcio norvegese.

## Carriera

### Allenatore
Johansen è diventato allenatore del Sarpsborg a partire dal campionato 2009. L'anno seguente, ha centrato la promozione nella massima divisione norvegese. Non è riuscito però a non far retrocedere la squadra nell'Eliteserien 2011. Nel 2012, ha conquistato un'altra promozione, sempre con il Sarpsborg 08.
Il 28 novembre 2012 è stato presentato ufficialmente come nuovo allenatore dell'Ullensaker/Kisa, ruolo che avrebbe ricoperto dal 1º gennaio successivo. Il 20 dicembre 2013, è stato nominato nuovo allenatore dell'Hønefoss, a cui si è legato con un contratto biennale, valido dal 1º gennaio 2014. Il 5 giugno 2014, il club ha comunicato la decisione di esonerare Johansen, sia per via degli scarsi risultati conseguiti che per i problemi di cooperazione con lo staff tecnico.
Il 5 dicembre 2014 è stato nominato nuovo allenatore del Bærum, formazione a cui si è legato con un contratto biennale con opzione per il terzo anno: avrebbe iniziato a guidare la nuova squadra a partire dal 1º gennaio 2015.
A partire da gennaio 2016, è entrato nei quadri dirigenziali del Sarpsborg 08.